# Parajulis poecilepterus
Parajulis poecilepterus (Temminck & Schlegel, 1845), unica specie del genere Parajulis, è un pesce di acqua salata appartenente alla famiglia Labridae.

## Habitat e Distribuzione
È diffuso nel nord-ovest dell'oceano Pacifico, in particolare lungo le coste della Corea, del Giappone e di Taiwan, ma è comune anche davanti a Hong Kong. Vive in aree con substrato ghiaioso, di solito non molto lontano dalla riva, a profondità non superiori a 30 m. In Giappone si trova soprattutto davanti a Honshū, Shikoku e Kyūshū.

## Descrizione

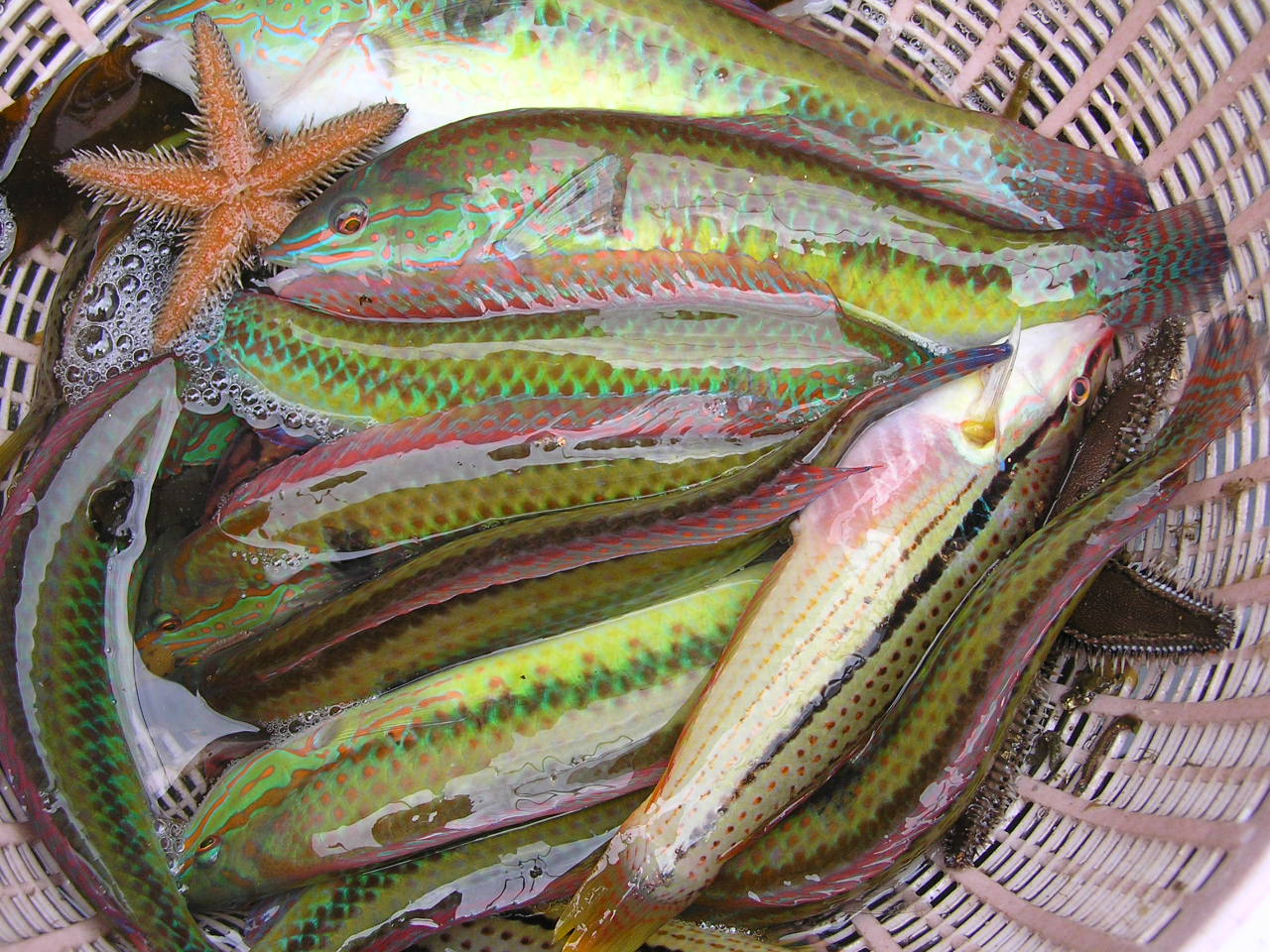
P. poecilepterus adulti

Presenta un corpo compresso lateralmente, abbastanza allungato ma non molto alto, con la testa dal profilo piuttosto appuntito. La pinna dorsale è bassa e lunga, e anche la pinna anale è bassa, ma molto meno lunga. La pinna caudale non è biforcuta. Non supera i 34 cm, e gli esemplari che superano i 16 cm sono quasi sicuramente maschi.
La livrea varia molto durante la vita del pesce: gli esemplari giovani, che possono essere sia maschi che femmine, hanno generalmente una colorazione poco appariscente, tendente al marrone, più scura sul dorso, e il corpo attraversato da un'ampia fascia nera che parte dal muso, passa dall'occhio e termina sul peduncolo caudale. Le pinne sono dello stesso colore del corpo. Sul ventre sono presenti delle macchie arancioni. Il corpo può, in alcuni casi, avere una colorazione tendente all'azzurro.
I maschi adulti, invece, hanno una colorazione tendente al verde scuro, più chiara sul ventre (che può essere giallastro, o , più frequentemente, bianco e verde chiaro), con numerose striature rosse bordate di azzurro sulla testa e diverse macchie dello stesso colore lungo tutto il corpo. Le pinne sono rosse, semitrasparenti. Dietro le pinne pettorali è presente una macchia scura più ampia.

## Biologia

### Comportamento

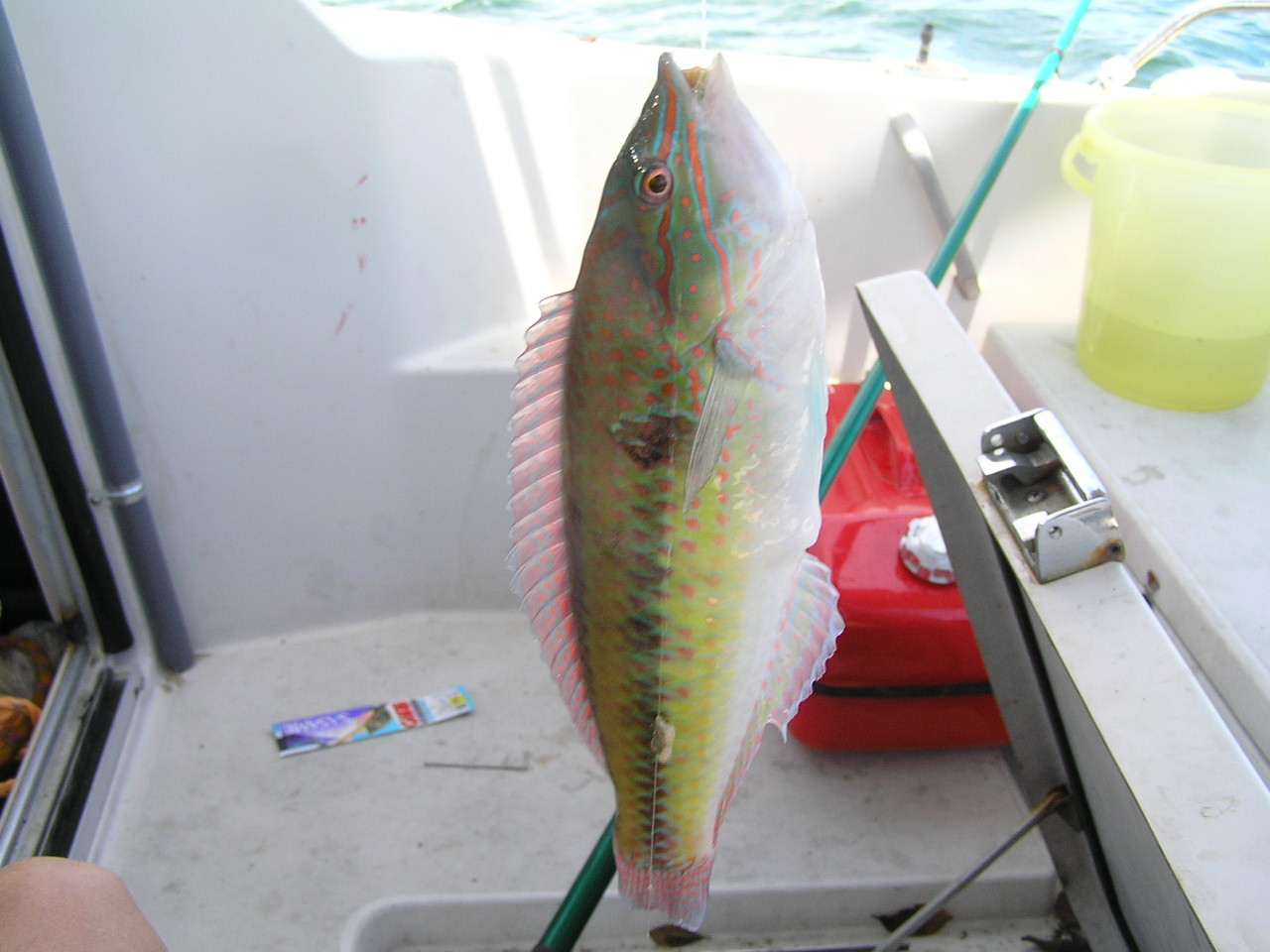
P. poecilepterus, adulto

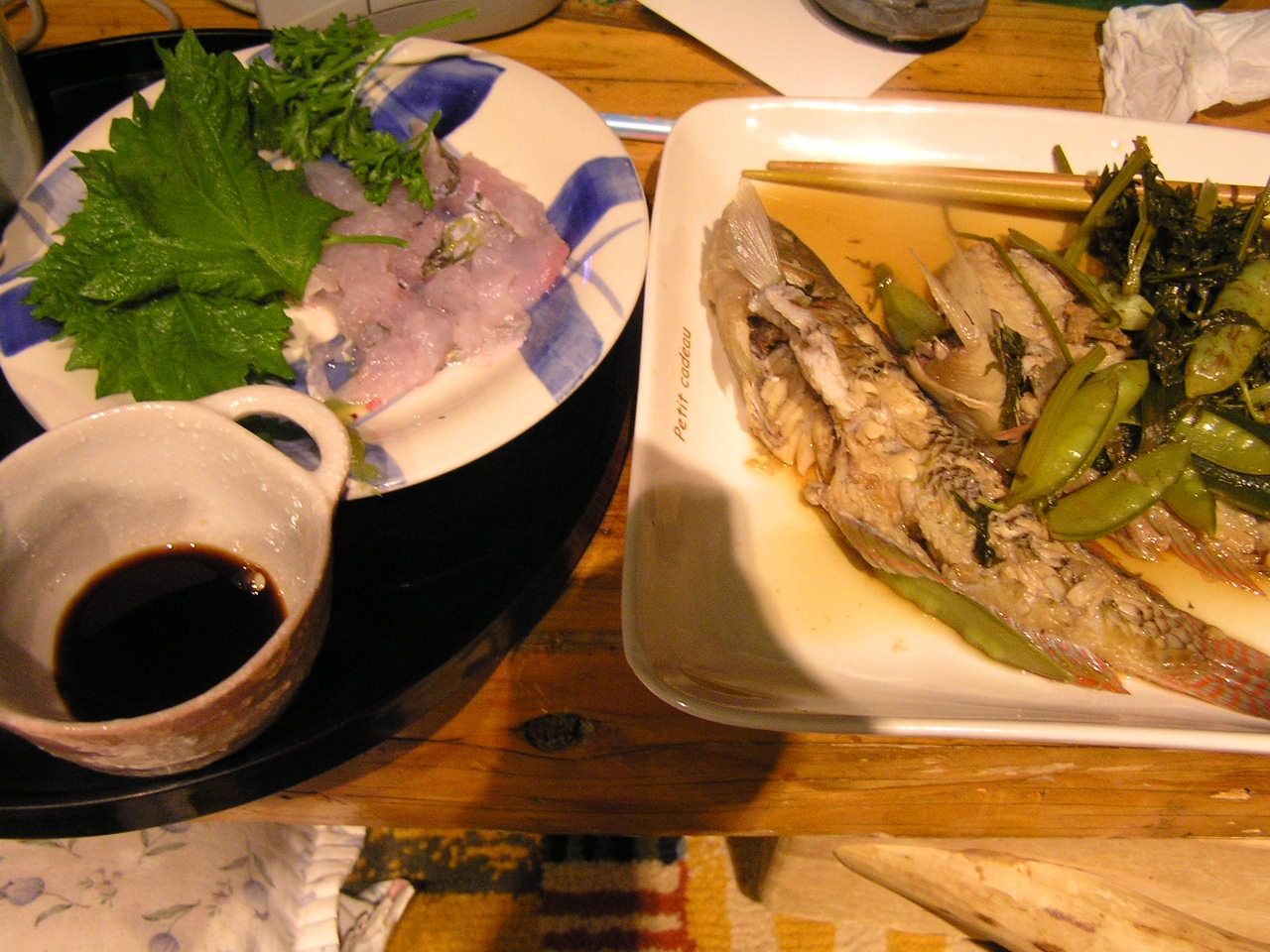
Piatto di P. poecilepterus in Giappone

Gli esemplari giovani hanno l'abitudine di nuotare in piccoli banchi, assente invece negli adulti, prevalentemente solitari. Inoltre questa specie ha un comportamento non comune tra i labridi: durante l'inverno va in letargo, sotterrandosi nella sabbia.
È spesso preda di Fistularia commersonii.

### Alimentazione
Ha una dieta abbastanza varia, prevalentemente carnivora, composta sia da uova di altri pesci, sia soprattutto da varie specie di invertebrati marini come crostacei, sia gamberetti che in particolare anfipodi (Gammaridea e Caprellidea), e molluschi bivalvi e gasteropodi.

### Riproduzione
È oviparo ed ermafrodita; la fecondazione è esterna. I maschi adulti durante il periodo riproduttivo, diventano territoriali, nuotano attorno alle femmine e tengono spesso le pinne erette; spesso i maschi non dominanti si infiltrano nei territori dove avviene la deposizione delle uova durante la riproduzione.
Tra giugno e settembre vengono deposte fino a 1100 uova, che galleggiano e hanno un diametro di circa 0,67-0,72 mm.

## Conservazione
Questa specie viene classificata come "a rischio minimo" (LC) dalla lista rossa IUCN perché è comune, l'unico potenziale pericolo che in futuro potrà minacciarla è la pesca: infatti in Giappone è un pesce cucinato abbastanza frequentemente e a volte catturato anche durante la pesca sportiva. Viene anche allevato per essere mangiato.